# Vasco Cabral
Pour les articles homonymes, voir Cabral.
Vasco Cabral, né à Farim le 23 août 1926 et mort à Bissau le 24 août 2005, est un poète et homme politique bissau-guinéen. Il a été ministre de l'économie et des finances, ministre de la justice et vice-président de Guinée-Bissau.
Il a étudié à l'Universidade Técnica de Lisboa et fut emprisonné en 1953 pour opposition au régime salazariste. Il fut l'un des fondateurs du Parti africain pour l'indépendance de la Guinée et du Cap-Vert (PAIGC).

## Œuvres
- A luta é a minha primavera, 1981 (poésie)